# Zuid-Afrika op de Olympische Jeugdzomerspelen 2010
Zuid-Afrika nam deel aan de Olympische Jeugdzomerspelen 2010 in Singapore, de eerste editie van de Olympische Jeugdspelen.

## Medailleoverzicht
| Sport                                                                    | Olympiër                                              | Discipline          | Medaille |
| ------------------------------------------------------------------------ | ----------------------------------------------------- | ------------------- | -------- |
| Atletiek                                                                 | Jacques Du Plessis                                    | discuswerpen (m)    | Goud     |
| Zwemmen                                                                  | Chad le Clos                                          | 200 m wissel (m)    | Goud     |
| Atletiek                                                                 | Ruan Greyling                                         | 400 m (m)           | Zilver   |
| Zwemmen                                                                  | Chad le Clos                                          | 400 m vrij (m)      | Zilver   |
| Zwemmen                                                                  | Chad le Clos                                          | 100 m vlinder (m)   | Zilver   |
| Zwemmen                                                                  | Chad le Clos                                          | 200 m vlinder (m)   | Zilver   |
| Atletiek                                                                 | Rudolph Pienaar                                       | verspringen (m)     | Brons    |
| Zwemmen                                                                  | Dylan Bosch                                           | 200 m wissel (m)    | Brons    |
| Zwemmen                                                                  | Dylan Bosh Chad le Clos Pierre Keune Murray McDougall | 4× 100 m vrij (m)   | Brons    |
| Als lid van een gemengd landenteam (telt niet mee voor landenklassement) |                                                       |                     |          |
| Atletiek                                                                 | Izelle Neuhoff                                        | wisselestafette (v) | Zilver   |
| Paardensport                                                             | Samantha McIntosh                                     | gemengd team        | Brons    |

Afghanistan · Albanië · Algerije · Amerikaanse Maagdeneilanden · Amerikaans-Samoa · Andorra · Angola · Antigua en Barbuda · Argentinië · Armenië · Aruba · Australië · Azerbeidzjan · Bahama's · Bahrein · Bangladesh · Barbados · België · Belize · Benin · Bermuda · Bhutan · Bolivia · Bosnië en Herzegovina · Botswana · Brazilië · Britse Maagdeneilanden · Brunei · Bulgarije · Burkina Faso · Burundi · Cambodja · Canada · Centraal-Afrikaanse Republiek · Chili · China · Chinees Taipei · Colombia · Comoren · Congo-Brazzaville · Congo-Kinshasa · Cookeilanden · Costa Rica · Cuba · Cyprus · Denemarken · Djibouti · Dominica · Dominicaanse Republiek · Duitsland · Ecuador · Egypte · El Salvador · Equatoriaal-Guinea · Eritrea · Estland · Ethiopië · Fiji · Filipijnen · Finland · Frankrijk · Gabon · Gambia · Georgië · Ghana · Grenada · Griekenland · Groot-Brittannië · Guam · Guatemala · Guinee · Guinee‑Bissau · Guyana · Haïti · Honduras · Hongarije · Hongkong · Ierland · IJsland · India · Indonesië · Irak · Iran · Israël · Italië · Ivoorkust · Jamaica · Japan · Jemen · Jordanië · Kaaimaneilanden · Kaapverdië · Kameroen · Kazachstan · Kenia · Kirgizië · Kiribati · Koeweit · Kroatië · Laos · Lesotho · Letland · Libanon · Liberia · Libië · Liechtenstein · Litouwen · Luxemburg · Macedonië · Madagaskar · Malawi · Malediven · Maleisië · Mali · Malta · Marshalleilanden · Marokko · Mauritanië · Mauritius · Mexico · Micronesië · Moldavië · Monaco · Mongolië · Montenegro · Mozambique · Myanmar · Namibië · Nauru · Nederland · Nederlandse Antillen · Nepal · Nicaragua · Nieuw-Zeeland · Niger · Nigeria · Noord-Korea · Noorwegen · Oeganda · Oekraïne · Oezbekistan · Oman · Oostenrijk · Oost‑Timor · Pakistan · Palau · Palestina · Panama · Papoea-Nieuw-Guinea · Paraguay · Peru · Polen · Portugal · Puerto Rico · Qatar · Roemenië · Rusland · Rwanda · Saint Kitts en Nevis · Saint Lucia · Saint Vincent en Grenadines · Salomonseilanden · Samoa · San Marino · Sao Tomé en Principe · Saoedi-Arabië · Senegal · Servië · Seychellen · Sierra Leone · Singapore · Slovenië · Slowakije · Soedan · Somalië · Spanje · Sri Lanka · Suriname · Swaziland · Syrië · Tadzjikistan · Tanzania · Thailand · Togo · Tonga · Trinidad en Tobago · Tsjaad · Tsjechië · Tunesië · Turkije · Turkmenistan · Tuvalu · Uruguay · Vanuatu · Venezuela · Verenigde Arabische Emiraten · Verenigde Staten · Vietnam · Wit-Rusland · Zambia · Zimbabwe · Zuid-Afrika · Zuid-Korea · Zweden · Zwitserland